# Cuadrilleros de los Dieces
Cuadrilleros de los Dieces es una pedanía del municipio de Ledesma, en la comarca de Tierra de Ledesma, provincia de Salamanca, España.

## Etimología
Su nombre se estructura en dos partes. Cuadrilleros hace referencia al vecino Cuadrilleros, localidad de la que nació como barrio esta pedanía. Mientras que el Dieces se debe a que esta localidad nació como una finca perteneciente a una familia de apellido Díez.

## Historia
Cuadrilleros de los Dieces nació como barrio del vecino Cuadrilleros, que se sitúa a menos de 1 km y fue fundado por los reyes leoneses en la Edad Media dentro del proceso de repoblación efectuado en la Tierra de Ledesma. Como parte del municipio ledesmino, con la creación de las actuales provincias, en 1833, Cuadrilleros de los Dieces quedó integrado en la provincia de Salamanca, dentro de la Región Leonesa.

## Demografía
En 2017 contaba con una población de 4 habitantes, de los cuales 2 eran varones y 2 mujeres (INE 2017).
| Gráfica de evolución demográfica de Cuadrilleros de los Dieces entre 2000 y 2017         |
|                                                                                          |
| Fuente: Instituto Nacional de Estadística de España - Elaboración gráfica por Wikipedia. |